# Бергман, Ингмар
Эрнст И́нгмар Бе́ргман (швед. Ernst Ingmar Bergman [ˈɪŋmar ˈbærjman]о файле; 14 июля 1918, Уппсала, Швеция — 30 июля 2007, Форё, Готланд, Швеция) — шведский режиссёр театра и кино, сценарист, писатель. Признан одним из величайших кинорежиссёров авторского кино. Среди наиболее известных фильмов Бергмана — «Седьмая печать» (1957), «Земляничная поляна» (1957), «Персона» (1966), «Час волка» (1968), «Шёпоты и крики» (1972), «Фанни и Александр» (1982).
Ингмар Бергман поставил более шестидесяти художественных и документальных фильмов для кино и телевидения, при этом был автором сценария к большинству из них. Также на его счету более ста семидесяти театральных постановок. В 1953 году сформировалось многолетнее плодотворное сотрудничество Бергмана с кинооператором Свеном Нюквистом. В фильмах Бергмана часто снимались такие актёры как Харриет Андерссон, Лив Ульман, Гуннар Бьёрнстранд, Биби Андерссон, Эрланд Юзефсон, Ингрид Тулин, Макс Фон Сюдов и Гуннель Линдблум.

## Биография

### Ранние годы
Ингмар родился в Швеции, в городе Уппсале в семье пастора государственной лютеранской Церкви Швеции Эрика Бергмана и его супруги, медсестры Карин Бергман (урожд. Окерблум). С 1918 года отец будущего режиссёра служил одним из священников в церкви Хедвиги Элеоноры в Стокгольме. В 1934 году он стал настоятелем этой церкви, а в 1941 году, в дополнение к обязанностям настоятеля, был назначен одним из придворных священников (шв.) шведского короля. Пастор Бергман прожил долгую жизнь и застал своего сына в зените славы. Он скончался в 1970 году и был похоронен рядом со своей женой, скончавшейся четырьмя годами ранее, на кладбище церкви Хедвиги Элеоноры.

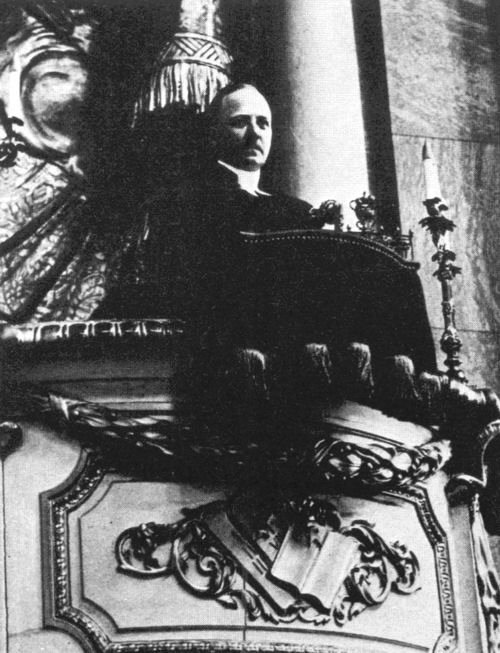
Пастор Эрик Бергман, отец режиссёра, проповедует с церковной кафедры. Церковь Гедвиги Элеоноры, Стокгольм, около 1930 года.

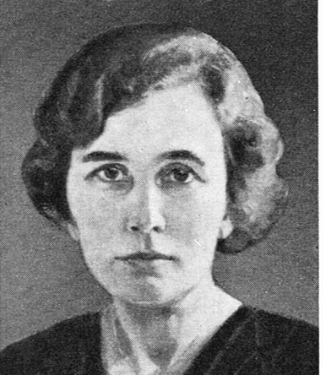
Карин Бергман, мать режиссёра. Ок. 1940 года.

Из других детей Эрика и Карин, старший брат режиссёра, Даг, впоследствии выбрал карьеру дипломата, а сестра Маргарета стала писательницей. Отец придерживался консервативных взглядов на воспитание детей и часто подвергал их различным наказаниям, в том числе телесным.

В основе нашего воспитания лежали такие понятия, как грех, признание, наказание, прощение и милосердие, конкретные факторы отношений детей и родителей между собой и с Богом. В этом была своя логика, которую мы принимали и, как мы полагали, понимали.— Воспоминания Ингмара Бергмана 
Интерес к театру и кино проявился у Бергмана ещё в детстве. Когда ему было девять лет, брату подарили на Рождество «волшебный фонарь» — распространённый в то время простой проекционный аппарат с керосиновой лампой в качестве источника света. Ингмар предложил Дагу в обмен свою коллекцию оловянных солдатиков и приступил к опытам. Волшебный фонарь позволял проецировать неподвижные изображения со стеклянных пластин и небольшие фильмы с соединённой в кольцо 35-мм плёнки. Бергман использовал бокс-камеру для создания псевдо-фильмов из нескольких кадров, а на отрезках плёнки со смытой эмульсией дядя Карл помогал создавать ему собственные мультфильмы. Большое впечатление на него произвёл принадлежавший его тёте Лоттен миниатюрный театр теней. В возрасте двенадцати лет Бергман получил возможность в течение нескольких вечеров присутствовать за сценой театра на постановке пьесы «Игра снов» Стринберга и «впервые в жизни прикоснулся к магии актёрского перевоплощения». Начиная с этого возраста и вплоть до окончания гимназии его любимым увлечением помимо опытов с волшебным фонарём становится самодельный кукольный театр. Ингмар постоянно строил новые варианты театров, изготавливал декорации и системы освещения.

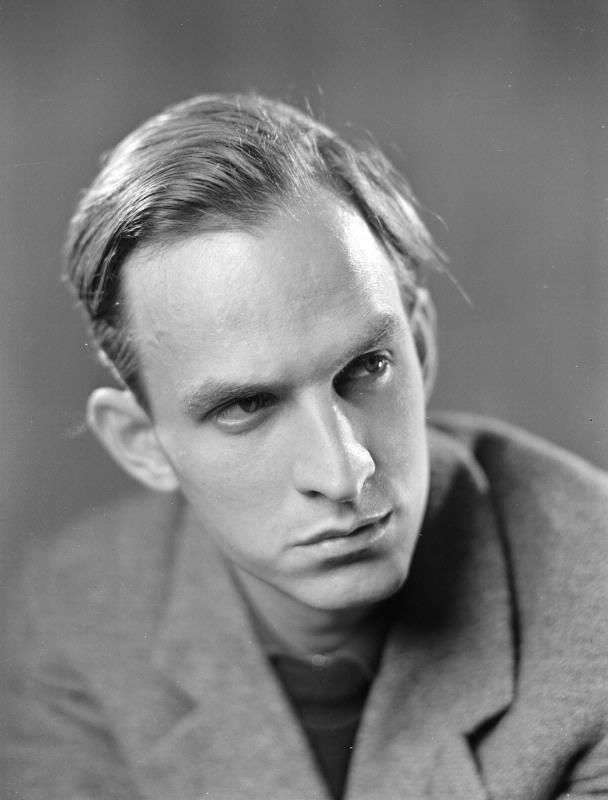
Ингмар Бергман в 1944 году

Летом 1934 года Бергман провёл шесть недель в Германии, куда его отправили по обмену. Его сверстник из немецкой семьи был членом Гитлерюгенда, и вскоре сам 16-летний Бергман поддался влиянию нацистской пропаганды.
В 1937 году Бергман поступил в Стокгольмский университетский колледж (позже переименован в Стокгольмский университет), где изучал литературу и историю искусств. Учёбе он уделял мало времени, посвящая всё своё время театральной деятельности молодёжного клуба. После семейного скандала Бергман покинул родительский дом, после чего несколько лет не общался с семьёй. Окончательно оставив учёбу ради театра, Бергман отправляется в турне в качестве реквизитора и осветителя в постановке «Отца» Стринберга. Премьера обернулась провалом, и оставшийся без жилья и средств к существованию Ингмар некоторое время работал в Оперном театре ассистентом режиссёра. В это время он написал несколько пьес.

### 1940-е
В 1942 году одна из пьес Бергмана была поставлена в Студенческом театре и получила положительный отзыв в газете «Свенска дагбладет». На спектакль обратили внимание Карл Андерс Дюмлинг, руководитель киностудии «Svensk Filmindustri» и Стина Бергман, заведующая сценарным отделом. Вскоре Бергман получил работу в киностудии, занявшись редактированием чужих сценариев и написанием собственных. Вскоре один из сценариев Бергмана под названием «Травля», основанный на воспоминаниях о его школьных годах, привлёк внимание Виктора Шёстрёма, одного из основоположников шведского кинематографа, который передал сценарий режиссёру Альфу Шёбергу. Фильм был снят в 1944 году. Ингмар Бергман присутствовал на съёмочной площадке в качестве помощника режиссёра, и Шёберг поручил ему самостоятельно срежиссировать несколько сцен. «Травля» была хорошо принята в странах Скандинавии, а после окончания войны — в США и Великобритании. В 1943 году Бергман женился на Эльсе Фишер, приятельнице из труппы бродячих актёров. В конце того же года у них родилась дочь Лена.
Во время съёмок «Травли» Бергман получил предложение возглавить пришедший в упадок Городской театр Хельсингборга. Он нанял новую труппу и за год сумел вывести театр из кризиса. Весной 1945 года Бергман развёлся с Эльсой, увлёкшись хореографом Эллен Лундстрём. Позже от этого брака у него появилось ещё четверо детей — Ева, Ян, близнецы Анна и Матс.
Летом того же года Ингмар Бергман приступил к своей первой работе в качестве кинорежиссёра — съёмкам фильма «Кризис». Сценарий был написан им по пьесе датского драматурга Лека Фишера «Мать-животное». Работа над «Кризисом» сопровождалась многочисленными проблемами. Фильм провалился в прокате, что вызвало недовольство со стороны руководства «Свенск Фильминдустри». На помощь Бергману пришёл продюсер Лоренс Мармстедт, пригласивший его снять фильм «Дождь над нашей любовью» по пьесе норвежского драматурга Оскара Бротена. Согласно воспоминаниям режиссёра «Дождь над нашей любовью» стал его первым фильмом, снятым под влиянием поэтического реализма, в частности — работ французского режиссёра Марселя Карне.
Осенью 1946 года Бергман начал работать в муниципальном театре Гётеборга. Он искал возможность самостоятельно экранизировать собственные сценарии, но продюсеры были заинтересованы лишь в покупке сценариев. В 1947 году по его сценарию режиссёром Густавом Муландером был снят фильм «Женщина без лица». Затем к Бергману снова обратился Лоренс Мармстедт с предложением экранизировать пьесу Мартина Сёдерйельма «Корабль в Индию». Фильм был представлен в конкурсной программе второго Каннского кинофестиваля, но не добился успеха. Продолжая заниматься постановкой спектаклей в театре и на радио, осенью 1947 года Бергман снимает свой четвёртый фильм под названием «Музыка в темноте» о потерявшем зрение пианисте. Фильм оказался коммерчески успешным и был номинирован на главный приз Венецианского кинофестиваля.
В 1948 году Ингмар Бергман получает международную известность в качестве драматурга — его киносценарий «Травля» был адаптирован для театра. Спектакль шёл в Осло и Лондоне, где постановкой занимался Питер Устинов. Летом того же года Густав Муландер снял ещё один фильм по сценарию Бергмана — «Ева». Сам Бергман в это время приступил к съёмкам «Портового города» по роману Олле Лансберга.
Следующий фильм, «Тюрьма», стал шагом вперёд для Бергмана. Благодаря финансовой поддержке Мармстедта ему удалось создать свою первую по-настоящему авторскую картину. В 1949 году Бергман снимает два напряжённых фильма о катастрофе семейных отношений — «Жажда» и «К радости», в которых находит отражение кризис его собственного второго брака с Эллен Лундстрём. После окончания съёмок он завязывает роман с журналисткой Гун Хагберг и осенью уезжает с ней в Париж, где Бергман открывает для себя французский театр.

### 1950-е
Съёмки драмы «Летняя интерлюдия» были закончены летом 1950 года. В прокате фильм появился лишь через год, был хорошо принят зрителями и кинокритиками. Бергман называл «Летнюю интерлюдию» одной из наиболее важных своих работ:

Для меня лично «Летняя игра» — один из самых важных моих фильмов, хотя кому-то он, может быть, и покажется устаревшим. Но мне он таким не кажется. Тогда я впервые обнаружил, что работаю совершенно самостоятельно, что у меня есть свой стиль, что я создал наконец собственный фильм со своим особым обликом, которого никто не повторит. Этот фильм не похож ни на чей другой. Это было мое первое по-настоящему собственное произведение.— 1968 год, интервью Ингмара Бергмана 
Сразу после окончания работы над «Летней интерлюдией» Бергман приступает к съёмке шпионского триллера «Это не может случиться здесь». Руководство «Свенск Фильминдустри» рассчитывало на международный успех фильма, но Бергман работал над ним без всякого интереса, исключительно ради заработка — к этому времени ему нужно было содержать пятерых детей, и картина провалилась в прокате.
В 1951 году Бергман заключает свой третий брак — с Гун Хагберг; он тоже не продлился долго, в 1959 году последовал развод. В этом же году в знак протеста против налоговой политики прекращают работу над новыми фильмами все шведские киностудии. Достигнуть компромисса удалось лишь в начале 1952 года, и Бергман в это время занимается радио-спектаклями, театром (состоялся его дебют на малой сцене Королевского драматического театра) и даже снимает рекламу.

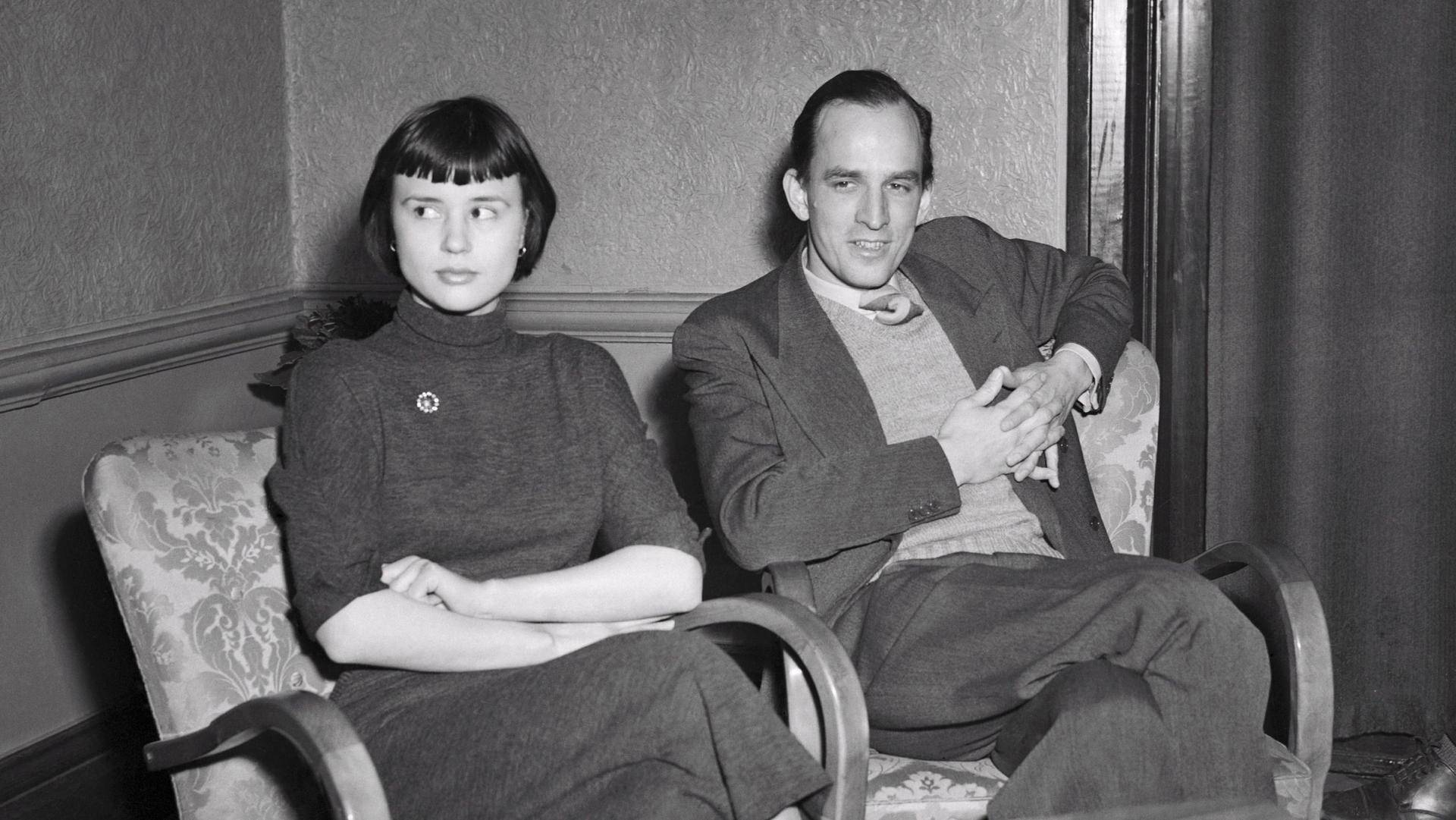
Харриет Андерссон и Ингмар Бергман в 1953 году

При первой же возможности Ингмар Бергман снова возвращается в кинематограф и с апреля по июнь 1952 года снимает комедийную драму «Женщины ждут», в которой представлены истории замужества четырёх сестёр, а ещё через месяц начинает съёмку картины «Лето с Моникой» о молодой паре, чей летний роман закончился беременностью и несчастливым браком. Главную роль сыграла малоизвестная на тот момент Харриет Андерссон, с которой у Бергмана начался роман. Он ушёл от Гун и переехал в Мальмё, где первые три года прожил с Харриет. В это время Бергман получил должность художественного руководителя Муниципального театра. В дальнейшем Харриет Андерссон снимется ещё в восьми фильмах Бергмана, в том числе в таких известных картинах как «Сквозь тусклое стекло» и «Шёпоты и крики».

С Харриет Андерссон мы проработали бок о бок много лет. Она — на редкость сильный, но легкоранимый человек, а талант её отмечен признаками гениальности. Отношения с камерой искренние и чувственные. Харриет обладает поразительной техникой, переходы от глубочайших переживаний к трезвой наблюдательности происходят мгновенно. Юмор резковатый, но без малейшего цинизма. Одним словом, женщина, всячески достойная любви, один из самых моих близких друзей.— Воспоминания Ингмара Бергмана 

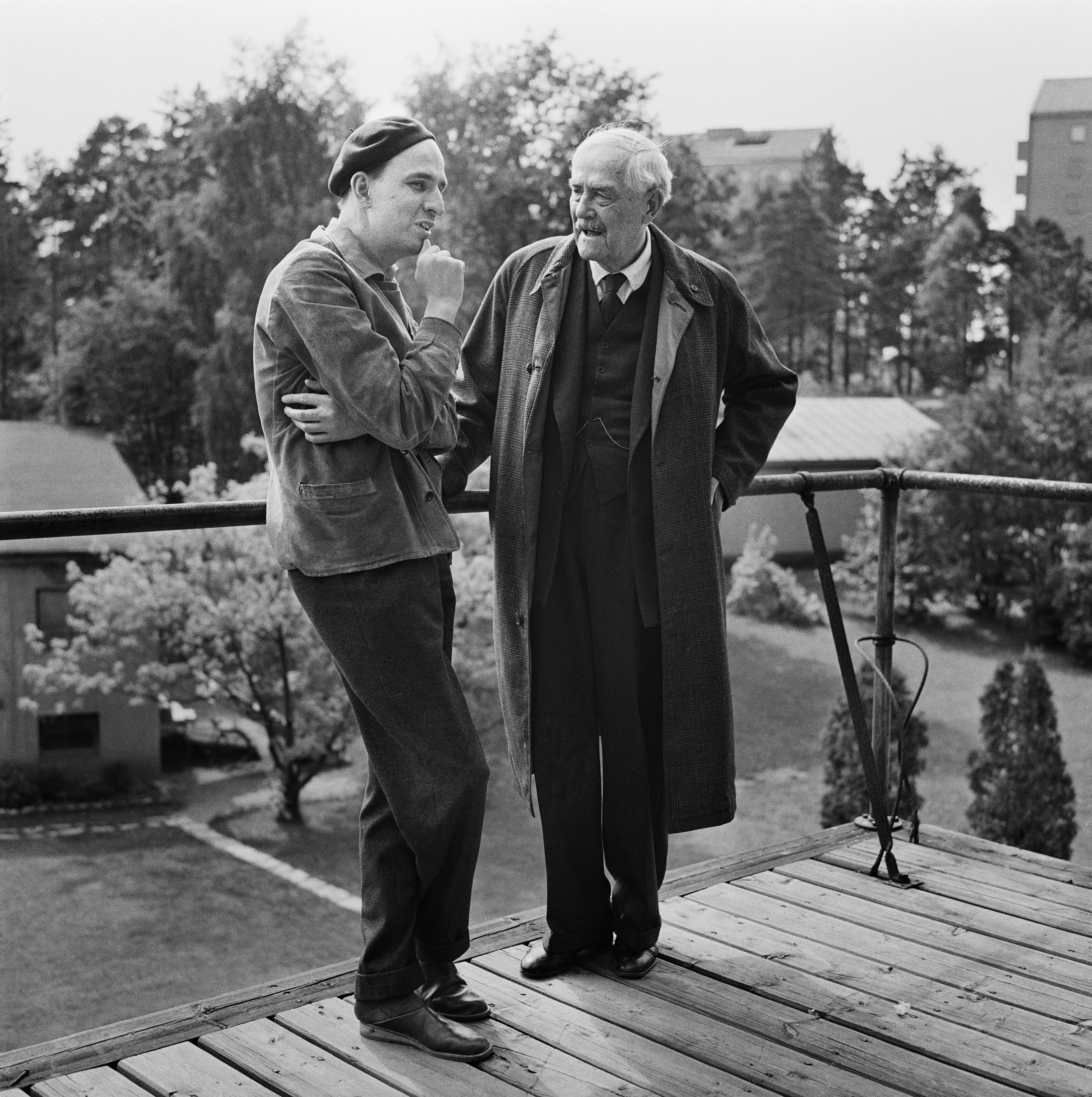
Бергман (слева) и Виктор Шёстрём во время съёмок фильма «Земляничная поляна» (1957 год)

В 1953 году Бергман снял два фильма. Драма о жизни бродячих артистов «Вечер шутов» была холодно воспринята критиками и провалилась в прокате. Финансовое положение режиссёра вновь пошатнулось и в рекордно короткий срок он успел снять достаточно успешную комедию «Урок любви». В том же году он поставил в Мальмё «Замок» Кафки и «Шесть персонажей в поисках автора» Пиранделло. Снятый в 1954 году фильм «Женские грёзы» остался практически незамеченным, и Бергман компенсировал неудачу интенсивной работой в театре. К десятилетнему юбилею Муниципального театра Мальмё он поставил ставшую очень популярной оперетту Легара «Весёлая вдова».
Летом 1955 года была снята комедия «Улыбки летней ночи». Поначалу фильм не пользовался успехом у шведской аудитории, руководство киностудии было крайне разочаровано, но неожиданно Бергману улыбнулась удача — в следующем году фильм получил специальный приз Каннского фестиваля, что способствовало повышению международного спроса.
Успех «Улыбок летней ночи» позволил Бергману снять картину, ставшую впоследствии одной из самых известных его работ — «Седьмую печать». Сюжет фильма вдохновлён фреской «Смерть, играющая в шахматы» в церкви Тёбю. Действие происходит в средневековой Швеции. Рыцарь и его оруженосец возвращаются домой из крестового похода и застают эпидемию чумы. Рыцарю является Смерть в образе мужчины в чёрных одеждах, и он предлагает Смерти сыграть партию в шахматы. Рыцарь и оруженосец путешествуют по объятой чумой стране, встречают различных персонажей и ищут ответы на вопросы о смысле жизни, сущности смерти и существовании Бога. В конце фильма всех, кроме бродячего артиста с женой и маленьким ребёнком, забирает Смерть.

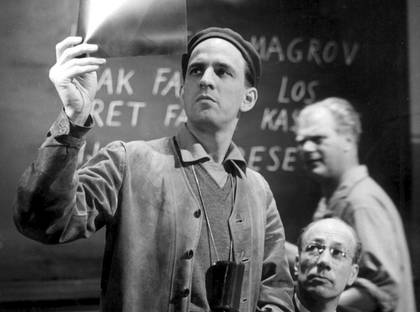
Ингмар Бергман во время создания фильма «Земляничная поляна» (1957)

Фильм был снят с небольшим бюджетом и всего за тридцать пять дней во дворе киностудии. Премьера «Седьмой печати» состоялась зимой 1957 года, фильм получил множество положительных отзывов от шведских кинокритиков и послужил поворотной точкой в карьере 27-летнего Макса Фон Сюдова, исполнителя главной роли, и самого Бергмана, прочно вошедшего в первый ряд современных кинорежиссёров. В том же году «Седьмая печать» получила специальный приз в Каннах.
Не менее значительным был успех Бергмана в театре. В 1957-м он поставил 4-часовой спектакль «Пер Гюнт» с Максом Фон Сюдовом в главной роли, а представленный в конце года «Мизантроп» Мольера один из критиков назвал «главным событием всего шведского театра 1950-х».
В том же году был снят получивший множество наград фильм «Земляничная поляна». Главная роль пожилого профессора, вспоминающего ошибки своей жизни, стала последней для 78-летнего наставника Бергмана, Виктора Шёстрёма. Фильм получил главный приз на Берлинском кинофестивале и приз за лучший иностранный фильм от американского Национального совета кинокритиков.
«На пороге жизни», камерная история о трёх беременных женщинах, была отмечена на Каннском фестивале призами за лучшую режиссуру и лучшую женскую роль. Следующий фильм, мистическая драма «Лицо» получил специальный приз на кинофестивале в Венеции.
Весной 1959 года Бергман встретил Кяби Ларетей, шведскую пианистку эстонского происхождения, ставшую в том же году его четвёртой женой.

### 1960-е
Вместе с Ларетей Бергман уезжает в Даларну, где работает с Уллой Исакссон над сценарием к фильму «Девичий источник» на основе народной баллады «Дочери Тёре из Вэнге». Ингмар Бергман не придавал большого значения этому фильму, называя его «убогим подражанием Куросаве», но он получил «Оскара» за лучший фильм на иностранном языке и специальные призы Каннского фестиваля и «Золотого глобуса». С «Девичьего источника» начинается систематическое сотрудничество режиссёра с кинооператором Свеном Нюквистом. Как и прежде, в дополнение к сомнительному с коммерческой точки зрения проекту в «Свенск Фильминдустри» предложили Бергману «компенсирующий» фильм, рассчитанный на широкую аудиторию. В этот раз им стала комедия «Око дьявола» о Дон Жуане, который помогает дьяволу совратить замужнюю женщину.

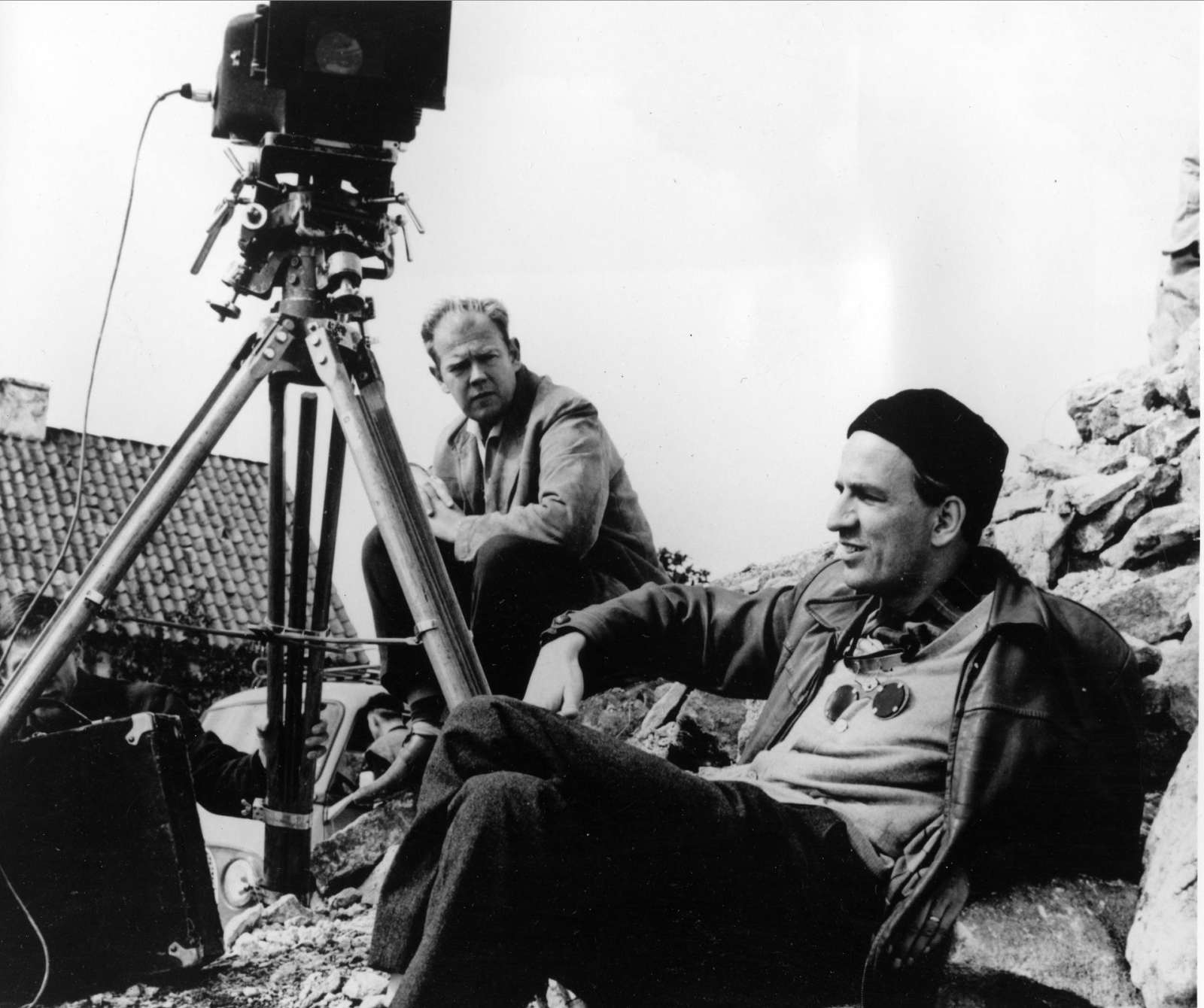
Бергман (справа) и Свен Нюквист во время съёмок фильма «Сквозь тусклое стекло» (1960 год)

В 1960 году Бергман осуществил неудачную постановку в Драматене, Королевском драматическом театре, чеховской «Чайки». В том же году на острове Форё он снял «Сквозь тусклое стекло», первый из серии трёх камерных фильмов. которую критики позже назовут «трилогией веры» (к ней относят последующие две картины — «Причастие» и «Молчание»). «Сквозь тусклое стекло», повествующий о непростых отношениях больной шизофренией женщины с мужем, отцом и младшим братом, принёс Бергману специальный приз Берлинского фестиваля и второй «Оскар».
«Причастие», второй фильм трилогии, был снят в конце 1961 года. В центре сюжета — провинциальный пастор, который переживает потерю веры, но не оставляет свой пост.
В следующем году Ингмар Бергман снял «Молчание» — фильм о конфронтации двух сестёр, воплощающих чувственную и интеллектуальную стороны личности. Выход «Молчания» на экраны вызвал скандал в прессе из-за наличия откровенных по тем временам сцен.

…этот с точки зрения сегодняшнего дня невинный фильм был принят в штыки. Мне и моей тогдашней жене звонили и угрожали нас убить. Это был настоящий телефонный террор. Мы получили сотни анонимных писем.
— 1968 год, интервью Ингмара Бергмана 

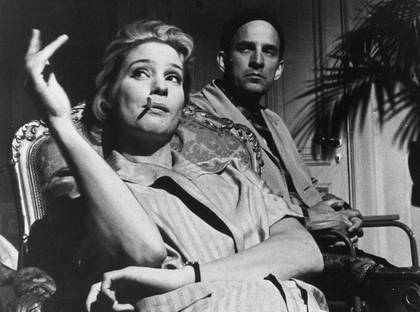
Ингмар Бергман и Ингрид Тулин на съёмках фильма «Молчание» (1962 год)

После выхода «Молчания» Бергман стал настоящей знаменитостью в Швеции, и размер его гонорара достиг высокой по тем временам отметки в 35 тысяч долларов. В начале 1963 года ему предложили возглавить Драматен. Бергман принял предложение и начал сезон с удачной постановки «Кто боится Вирджинии Вулф?»
Сюжет комедии «Обо всех этих женщинах» 1964 года, первого цветного фильма Бергмана, повествует об отношениях критика и знаменитого музыканта, содержащего жену и шесть любовниц. Картина не пользовалась успехом у зрителей и получила массу негативных отзывов от критиков, ожидавших от Бергмана серьёзного кино в духе предыдущего «Молчания».
В 1965 году Ингмар Бергман во время восстановления после перенесённого воспаления лёгких написал сценарий камерной экзистенциальной драмы «Персона». Главные роли сыграли Биби Андерссон и норвежская актриса Лив Ульман, с которой во время съёмок у режиссёра начался роман. Бергман принимает решение уйти от Кяби Ларетай и поселиться на острове Форё вместе с Ульман. В 1967 году фильм получил сразу несколько наград от Национального общества кинокритиков США: за лучший фильм, лучшую режиссуру и лучшую женскую роль. Со временем «Персона» стала одной из самых обсуждаемых работ Бергмана.
В 1966 году Бергман принял решение оставить Драматен. В том же году в честь второго дня рождения своего сына Дэниэля он монтирует короткометражный фильм на основе семейной кинохроники. В 1967 году он войдёт в сборник «Стимуляция» из восьми киноновелл, снятых разными режиссёрами. Бергман поставил в Национальном театре Осло «Шести персонажей в поисках автора», назвав спектакль «своей прощальной работой в театре», но данный спектакль оказался первым в ряду нескольких последующих постановок в различных театрах Европы.
В 1968 году на экраны вышли «Час волка» и «Стыд». Оба фильма были отмечены призом за лучшую режиссуру Национального общества кинокритиков США. В том же году Бергман основал собственную кинокомпанию Cinematograph, первым фильмом которой стал «Ритуал» — снятая всего за девять дней камерная картина о допросе трёх актёров, обвинённых в съёмке непристойного фильма. Осенью была завершена съёмка картины «Страсть», которую позже критики отнесут ко второй трилогии Бергмана вместе с «Часом волка» и «Стыдом».
В следующем году Ингмар Бергман вернулся в шведский театр с постановкой «Войцека» в Драматене, затем приступил к съёмкам документального фильма «Форё — документ» о проблемах жителей острова Форё.

### 1970-е

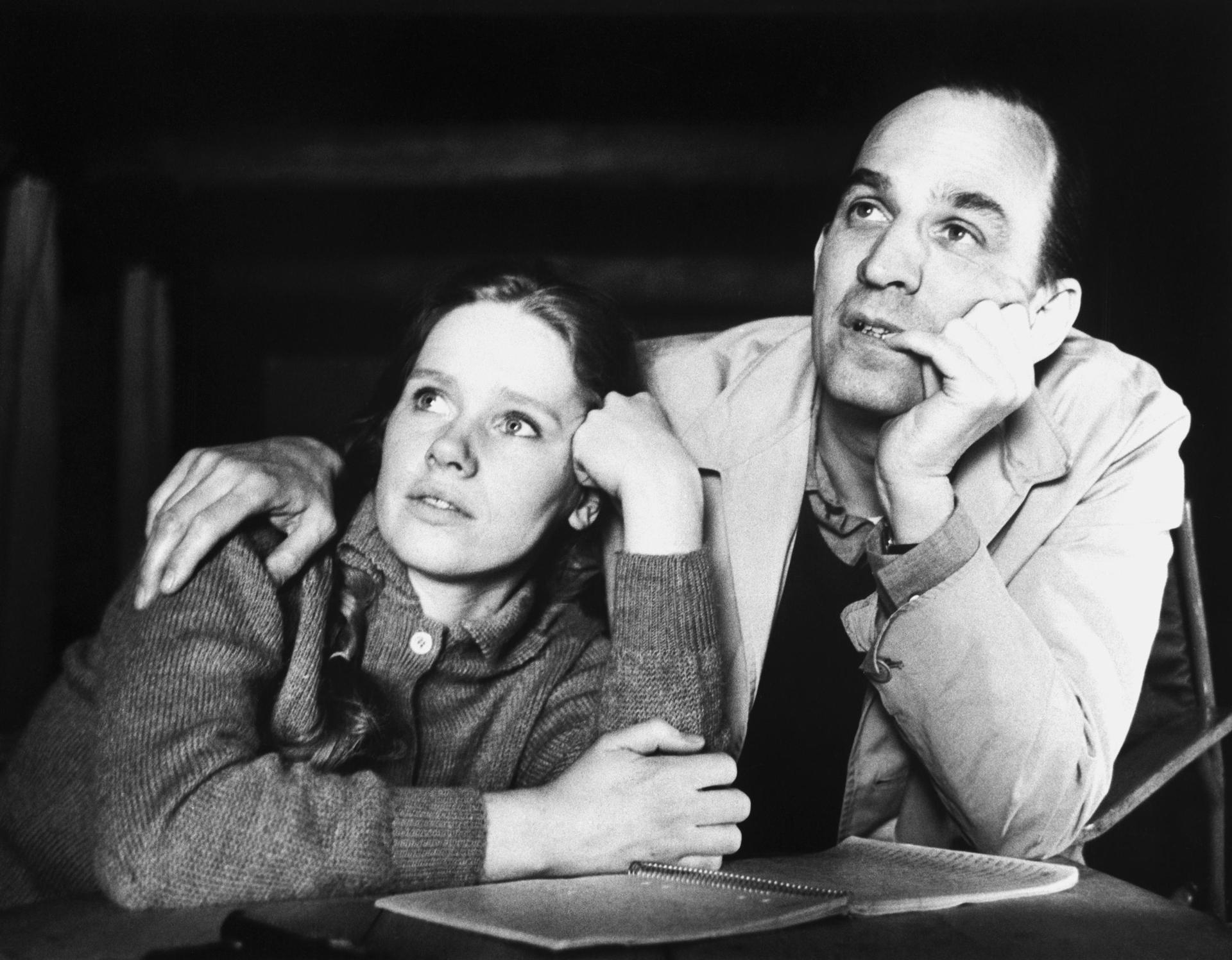
Лив Ульман и Ингмар Бергман в 1968 году

1970 год был омрачён для Бергмана смертью отца и разрывом с Лив Ульман, которая вместе с их дочерью переезжает в Осло. Дружеские отношения с актрисой сохранятся и впоследствии Лив Ульман снимется в шести фильмах Бергмана.
В начале 1970-х Бергман интенсивно работал в театре. В 1970 году он повторил успешную постановку 1964 года «Гедды Габлер» для лондонского театра, в следующем году поставил «Шоу» Ларса Фосселя в Драматене и «Игры снов» в Ландоне. Во время репетиции «Гедды Габлер» он заключил с ABC Pictures контракт на съёмку фильма «Прикосновение». После окончания работы над ним Бергман заявил о том, что планирует через пару лет, в течение которых рассчитывает снять ещё четыре-пять фильмов, навсегда уйти из кино.
В личной жизни Бергмана наступили очередные перемены. Роман с замужней Ингрид фон Розен завершился их свадьбой в ноябре 1971 года. Последний брак станет самым продолжительным — завершится почти через четверть века со смертью Ингрид от рака в 1995 году.
В основе сюжета фильма «Шёпоты и крики» лежит история о трёх сёстрах, одна из которых долго и мучительно умирает. Работа над фильмом далась Бергману с большим трудом из-за финансовых трудностей. Режиссёру пришлось использовать собственные средства и занять средства у Киноинститута. Чтобы окупить этот фильм и найти средства для продолжения работы над «Сценами из супружеской жизни», Бергман в течение года безуспешно пытался найти дистрибутора в США. В итоге фильм был выпущен на экраны в конце 1972 года компанией Роджера Кормана, знаменитого «короля фильмов категории B». Премьера прошла с большим успехом, фильм выдвигался на премию «Оскар» в четырёх номинациях и в итоге получил несколько престижных наград.
Дела в театре также шли хорошо — постановка «Дикой утки» с Максом фон Сюдовом и Леной Нюман в Драматене признана критиками одной из тончайших театральных работ Бергмана. В 1973 году успехом пользуется «Соната призраков», а «Дикую утку» ставят в Лондоне.
Премьера «Сцен из супружеской жизни», шестисерийного мини-сериала о двадцати годах непростого брака, состоялась на шведском телевидении весной 1973 года. Очередной камерный фильм, в котором роли супругов исполнили Лив Ульман и Эрланд Юзефсон, был хорошо принят шведской телевизионной аудиторией и кинокритиками.
В 1974 году Бергман ставит в Драматене две части трилогии Стриндберга «Путь в Дамаск». В следующем году он повторяет свой успех на телевидении — на этот раз с постановкой оперы «Волшебная флейта» Моцарта. В 1976 году выходит драма «Лицом к лицу» о женщине-психиатре, постепенно раздавленной собственной душевной болезнью. Как и в случае со «Сценами из супружеской жизни», фильм был сначала выпущен как мини-сериал для шведского телевидения, а затем был смонтирован сокращённый вариант для зарубежных кинотеатров. Картина «Лицом к лицу» не имела успеха, но внимание критиков обратила на себя исполнившая главную роль Лив Ульман, которая была номинирована на несколько премий, и в итоге получила приз Национального совета кинокритиков США.

### Налоговый скандал и отъезд из Швеции

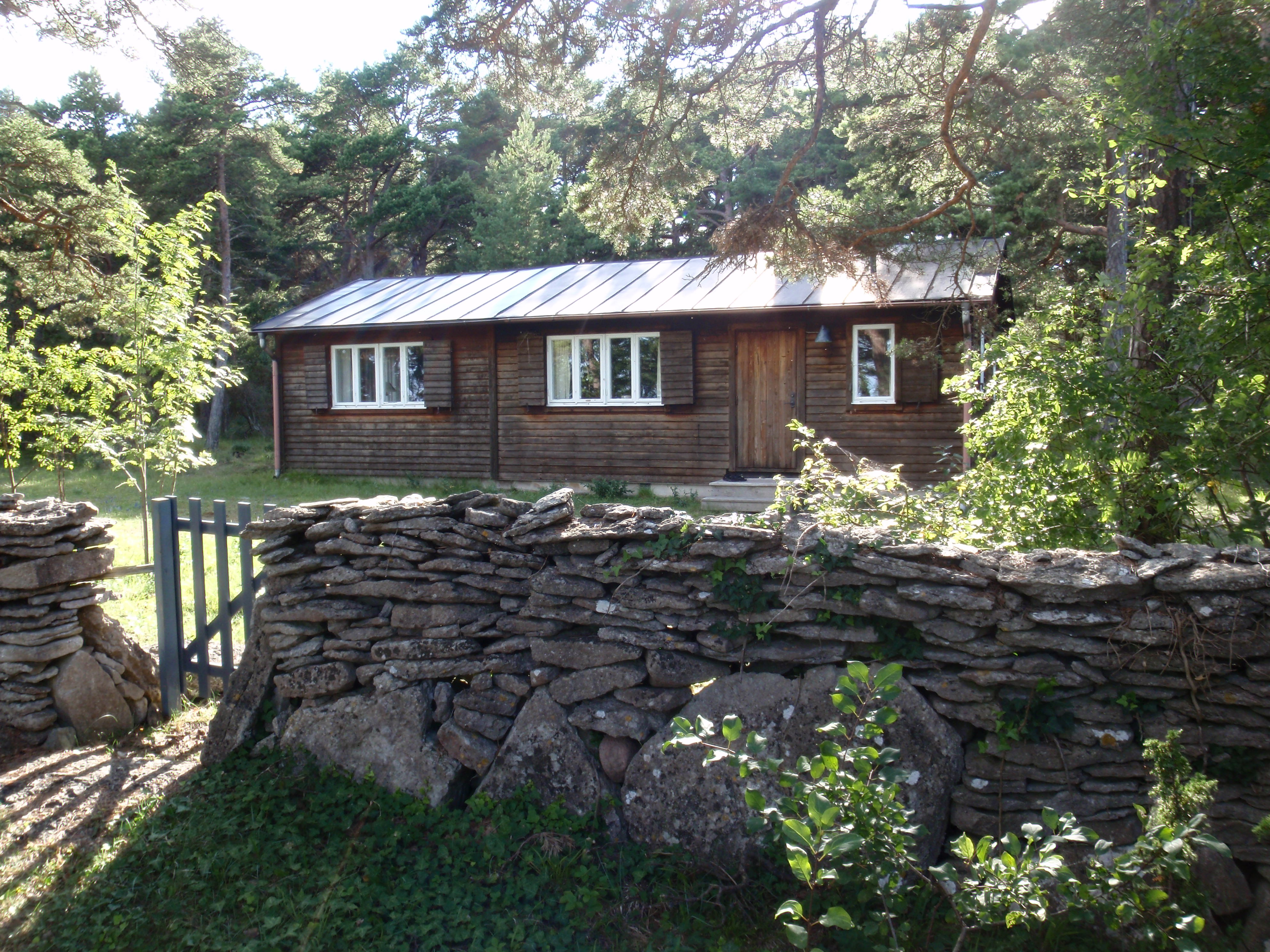
Дом Ингмара Бергмана на острове Форё.

30 января 1976 года во время репетиции «Пляски смерти» в Королевском драматическом театре Бергман был задержан двумя полицейскими в штатском по обвинению в уклонении от уплаты налогов. Последовавшие за арестом трёхчасовой допрос, обыск и громкий скандал в прессе привели режиссёра к нервному срыву, который закончился трёхнедельным пребыванием в психиатрической клинике.
Обвинение строилось вокруг транзакции между компанией Бергмана Cinematorgraf и её подразделением Persona, созданной для финансирования международных проектов. Persona была ликвидирована в 1974 году и сумма около 500 000 шведских крон была переведена на счёт Cinematorgraf. По мнению налоговой инспекции, Бергман должен был заплатить дополнительный налог с данной операции, и теперь ему грозил крупный штраф в несколько сотен тысяч крон или два года тюремного заключения. В конце марта 1976 года все обвинения по этому делу с Бергмана и его адвоката, занимавшегося финансовыми делами режиссёра, были сняты, но вскоре были выдвинуты новые — налоговая инспекция заинтересовалась доходами Cinematorgraf, полученными от международного проката фильмов «Шёпоты и крики» и «Сцены из супружеской жизни». Общая сумма налоговых претензий на этот раз превысила полмиллиона долларов.
22 апреля 1976 года Бергман публикует в газете Expressen открытое письмо, в котором сообщает о своём намерении покинуть Швецию. Бергман заявляет, что вынужден эмигрировать, так как не может продолжать работать в условиях постоянного давления со стороны бюрократии. Для защиты собственной репутации режиссёр оставляет крупную сумму в одном из шведских банков на случай проигрыша дела против Cinematorgraf.
Бергман с женой переезжают в Париж, затем посещают Лос-Анджелес, где Бергман обсуждает с Дино Де Лаурентисом будущий фильм «Змеиное яйцо». Действие вышедшего на экраны в 1977 фильма происходит в Берлине 1920-х годов, съёмку проводят в Мюнхене, куда на несколько лет переселяется Бергман. «Змеиное яйцо» обернулось неудачей — фильм упрекали в недостаточной проработке персонажей. Но через год Бергману удалось вернуть расположение критиков — «Осенняя соната», камерная драма о взаимоотношениях матери и дочери с Лив Ульман и Ингрид Бергман в главных ролях получила несколько престижных наград.
После отъезда из Швеции Бергман не оставляет театр. В мюнхенском Резиденцтеатре он заново ставит «Игру снов» в 1977 году, затем «Три сестры» Чехова и «Тартюф» Мольера.
14 июля 1978 года Бергман отмечает свой 60-летний юбилей в своём доме на острове Форё. На любимом острове он проводит почти весь следующий год, где готовит свой второй документальный фильм о Форё и пишет сценарий к фильму «Фанни и Александр». В этом же году Шведский институт кино учреждает «приз Ингмара Бергмана» за достижения в области кинематографа. Осенью режиссёр возвращается в Мюнхен для работы над фильмом «Из жизни марионеток», историей расследования убийства и его психологических причин. Окончательно в Швецию Бергман вернётся лишь через восемь лет после отъезда, в 1984 году.

### 1980-е
Фильм «Фанни и Александр» стал самым масштабным проектом Бергмана — на съёмки ушло полгода и 6 миллионов долларов. Действие фильма происходит в начале XX века, в центре сюжета — судьба двух детей, брата и сестры. Многосерийная версия была показана по шведскому телевидению в Рождество 1982 года и пользовалась большим успехом. В других странах демонстрировалась сокращённая киноверсия, которая собрала большое количество наград: четыре «Оскара», премии BAFTA, «Сезар», «Давид ди Донателло», «Золотой глобус» и другие.
В 1983 году Бергман сделал в память о своей матери короткометражный документальный фильм «Лицо Карин» на основе фотографий из семейного альбома.

### Последние работы
После работы над «Фанни и Александром» Бергман принимает решение оставить большое кино. В 1980-е он снял два телефильма — «После репетиции», камерную картину о взаимоотношениях театрального режиссёра и актрисы, и «Благословенные». Среди известных театральных постановок в этот период — «Король Лир», «Йун Габриэль Боркман» и «Гамлет».
В 1987 вышла «Латерна Магика», автобиографическая книга о детских воспоминаниях, ранних постановках и фильмах.
В 1990-е появляется несколько фильмов, снятых по сценариям Бергмана, в том числе — «Воскресное дитя» Даниэля Бергмана, пошедшего по стопам своего отца. В 1997 Бергман экранизирует собственную пьесу о своём дяде Карле Окерблуме под названием «В присутствии клоуна». В 2003 году на экраны выходит продолжение «Сцен из супружеской жизни» — фильм «Сарабанда».

### Смерть

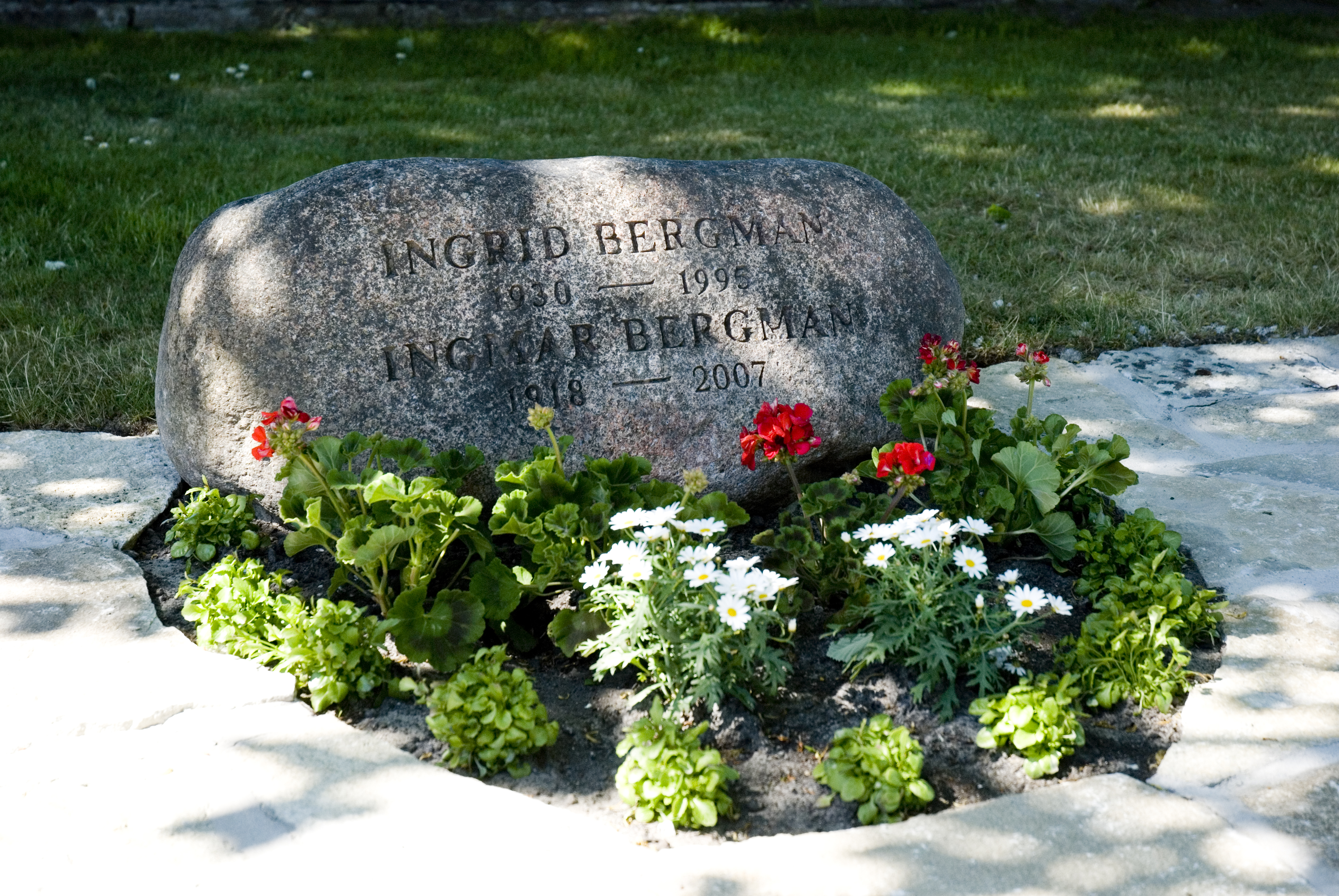
Могила Ингрид фон Розен (Бергман) и Ингмара Бергмана на острове Форё

Ингмар Бергман скончался во сне на 90-м году жизни 30 июля 2007 года в своём доме на острове Форё, в один день с другим известным кинорежиссёром, Микеланджело Антониони. Похороны состоялись 18 августа на кладбище возле местной церкви. В 2008 году по запросу родственников останки Ингрид фон Розен, последней жены Бергмана, были перемещены с кладбища коммуны Нортелье на Форё.

## Семья
Его девять детей также стали, в основном, деятелями культуры и искусства. Сын Даниэль был режиссёром художественного фильма «Воскресный ребёнок», Ева и Ян — также режиссёры. Карин Беате «Линн» Ульман (дочь от актрисы Лив Ульман) — выпускница вальдорфской школы, известна как писатель, журналист, критик и колумнист. Анна и Лена — актрисы, Матс Бергман — актёр.

## Творчество в кино
Основные темы творчества Ингмара Бергмана — кризис религии, кризис традиционной семьи, кризис личности; поиски настоящих отношений между людьми. Делая основную ставку на крупный план лиц, передающих сложную гамму чувств, Бергман с помощью своих актёров выражает сложнейшие переживания экзистенциальной встречи человека с правдой о мире внутри и вокруг себя.
Бергман был известен тем, что многократно работал с одними и теми же актёрами. Среди «своих» актёров Бергмана, которых режиссёр снял в десяти и более фильмах, можно отметить Гуннара Бьёрнстранда, Эрланда Юзефсона, Макса Фон Сюдова, Биби Андерссон, Харриет Андерссон, Лив Ульман и других. «Своим» композитором для Бергмана был Эрик Нордгрен, написавший музыку к 18 фильмам режиссёра, включая такие, как «Земляничная поляна» и «Седьмая печать».
В 2018 году производное прилагательное от фамилии режиссёра Bergmanesque было включено в Оксфордский словарь английского языка.
- «Возница»

### Фильмография
| Год  |     | Русское название             | Оригинальное название                   | Роль                          |
| ---- | --- | ---------------------------- | --------------------------------------- | ----------------------------- |
| 1946 | ф   | Кризис                       | Kris                                    | режиссёр, сценарист           |
| 1946 | ф   | Дождь над нашей любовью      | Det regnar på vår kärlek                | режиссёр, сценарист           |
| 1947 | ф   | Корабль в Индию              | Skepp till India land                   | режиссёр, сценарист           |
| 1948 | ф   | Музыка в темноте             | Musik i mörker                          | режиссёр, сценарист           |
| 1948 | ф   | Портовый город               | Hamnstad                                | режиссёр, сценарист           |
| 1949 | ф   | Тюрьма                       | Fängelse                                | режиссёр, сценарист           |
| 1949 | ф   | Жажда                        | Törst                                   | режиссёр                      |
| 1950 | ф   | К радости                    | Till glädje                             | режиссёр, сценарист           |
| 1950 | ф   | Это не может случиться здесь | Sånt händer inte här                    | режиссёр                      |
| 1951 | ф   | Летняя интерлюдия            | Sommarlek                               | режиссёр, сценарист           |
| 1952 | ф   | Женщины ждут                 | Kvinnors väntan                         | режиссёр, сценарист           |
| 1953 | ф   | Лето с Моникой               | Sommaren med Monika                     | режиссёр, сценарист           |
| 1953 | ф   | Вечер шутов                  | Gycklarnas afton                        | режиссёр, сценарист           |
| 1954 | ф   | Урок любви                   | En lektion i kärlek                     | режиссёр, сценарист           |
| 1955 | ф   | Женские грёзы                | Kvinnodröm                              | режиссёр, сценарист           |
| 1955 | ф   | Улыбки летней ночи           | Sommarnattens leende                    | режиссёр, сценарист           |
| 1957 | ф   | Седьмая печать               | Det sjunde inseglet                     | режиссёр, сценарист           |
| 1957 | ф   | Земляничная поляна           | Smultronstället                         | режиссёр, сценарист           |
| 1958 | ф   | На пороге жизни              | Nära livet                              | режиссёр, сценарист           |
| 1958 | ф   | Лицо                         | Ansiktet                                | режиссёр, сценарист           |
| 1960 | ф   | Око дьявола                  | Djävulens öga                           | режиссёр, сценарист           |
| 1960 | ф   | Девичий источник             | Jungfrukällan                           | режиссёр, продюсер            |
| 1961 | ф   | Сквозь тусклое стекло        | Såsom i en spegel                       | режиссёр, сценарист           |
| 1962 | ф   | Причастие                    | Nattvardsgästerna                       | режиссёр, сценарист           |
| 1963 | ф   | Молчание                     | Tystnaden                               | режиссёр, сценарист           |
| 1964 | ф   | Обо всех этих женщинах       | För att inte tala om alla dessa kvinnor | режиссёр, сценарист           |
| 1966 | ф   | Персона                      | Persona                                 | режиссёр, продюсер, сценарист |
| 1967 | ф   | Стимуляция                   | Stimulantia                             | режиссёр новеллы «Дэниэль»    |
| 1968 | ф   | Час волка                    | Vargtimmen                              | режиссёр, сценарист           |
| 1968 | ф   | Стыд                         | Skammen                                 | режиссёр, сценарист           |
| 1969 | ф   | Страсть                      | En passion                              | режиссёр, сценарист           |
| 1969 | ф   | Ритуал                       | Riten                                   | режиссёр, сценарист           |
| 1971 | ф   | Прикосновение                | Beröringen                              | режиссёр, сценарист           |
| 1972 | ф   | Шёпоты и крики               | Viskningar och rop                      | режиссёр, сценарист           |
| 1973 | ф   | Сцены из супружеской жизни   | Scener ur ett äktenskap                 | режиссёр, сценарист           |
| 1975 | ф   | Волшебная флейта             | Trollflöjten                            | режиссёр, сценарист           |
| 1976 | ф   | Лицом к лицу                 | Ansikte mot ansikte                     | режиссёр, сценарист           |
| 1977 | ф   | Змеиное яйцо                 | Das Schlangenei                         | режиссёр, сценарист           |
| 1978 | ф   | Осенняя соната               | Höstsonaten                             | режиссёр, сценарист           |
| 1980 | ф   | Из жизни марионеток          | Aus dem Leben der Marionetten           | режиссёр, продюсер, сценарист |
| 1982 | ф   | Фанни и Александр            | Fanny och Alexander                     | режиссёр, сценарист           |
| 1983 | док | Лицо Карин                   | Karins ansikte                          | режиссёр, сценарист           |
| 1984 | тф  | После репетиции              | Efter repetitionen                      | режиссёр, сценарист           |
| 1986 | тф  | Благословенные               | De två saliga                           | режиссёр                      |
| 1997 | тф  | В присутствии клоуна         | Larmar och gör sig till                 | режиссёр, сценарист           |
| 2003 | ф   | Сарабанда                    | Saraband                                | режиссёр, сценарист           |

### Награды
- Международная премия «Балтийская звезда» в номинации «Память» (2008, посмертно)[31]

| Год                                                                   | Результат                  | Награда                           | Номинация                                                         | Получатель                   |
| Оскар                                                                 | Оскар                      | Оскар                             | Оскар                                                             | Оскар                        |
| --------------------------------------------------------------------- | -------------------------- | --------------------------------- | ----------------------------------------------------------------- | ---------------------------- |
| 1960                                                                  | Номинант                   | Оскар                             | Лучший оригинальный сценарий                                      | Земляничная поляна           |
| 1961                                                                  | Лауреат                    | Оскар                             | Лучший иностранный фильм                                          | Девичий источник             |
| 1962                                                                  | Лауреат                    | Оскар                             | Лучший иностранный фильм                                          | Сквозь тусклое стекло        |
| 1963                                                                  | Номинант                   | Оскар                             | Лучший оригинальный сценарий                                      | Сквозь тусклое стекло        |
| 1971                                                                  |                            | Irving G. Thalberg Memorial Award | Irving G. Thalberg Memorial Award                                 | Ингмар Бергман               |
| 1974                                                                  | Номинант                   | Оскар                             | Лучший фильм года                                                 | Шёпоты и крики               |
| 1974                                                                  | Номинант                   | Оскар                             | Лучшая режиссура                                                  | Шёпоты и крики               |
| 1974                                                                  | Номинант                   | Оскар                             | Лучший оригинальный сценарий                                      | Шёпоты и крики               |
| 1977                                                                  | Номинант                   | Оскар                             | Лучшая режиссура                                                  | Лицом к лицу                 |
| 1979                                                                  | Номинант                   | Оскар                             | Лучший оригинальный сценарий                                      | Осенняя соната               |
| 1984                                                                  | Лауреат                    | Оскар                             | Лучший иностранный фильм                                          | Фанни и Александр            |
| 1984                                                                  | Номинант                   | Оскар                             | Лучшая режиссура                                                  | Фанни и Александр            |
| 1984                                                                  | Номинант                   | Оскар                             | Лучший оригинальный сценарий                                      | Фанни и Александр            |
| Награды Ассоциации кинокритиков Аргентины                             |                            |                                   |                                                                   |                              |
| 2005                                                                  | Лауреат                    | Special Condor                    | Special Condor                                                    | Сарабанда                    |
| BAFTA                                                                 |                            |                                   |                                                                   |                              |
| 1960                                                                  | Номинант                   | BAFTA Film Award                  | Лучший фильм                                                      | Лицо                         |
| 1976                                                                  | Лауреат                    | BAFTA TV Award                    | Best Foreign Programme                                            | Волшебная флейта             |
| 1984                                                                  | Номинант                   | BAFTA Film Award                  | Лучший фильм не на английском языке                               | Фанни и Александр            |
| Берлинский кинофестиваль                                              |                            |                                   |                                                                   |                              |
| 1958                                                                  | Лауреат                    | Золотой медведь                   | Золотой медведь                                                   | Земляничная поляна           |
| 1962                                                                  | Лауреат                    | OCIC Award                        | OCIC Award                                                        | Сквозь тусклое стекло        |
| 1962                                                                  | Номинант                   | Золотой медведь                   | Золотой медведь                                                   | Сквозь тусклое стекло        |
| Премия Бодиль                                                         |                            |                                   |                                                                   |                              |
| 1957                                                                  | Лауреат                    | Bodil                             | Лучший европейский фильм                                          | Улыбки летней ночи           |
| 1959                                                                  | Лауреат                    | Bodil                             | Лучший европейский фильм                                          | Земляничная поляна           |
| 1974                                                                  | Лауреат                    | Bodil                             | Лучший европейский фильм                                          | Шёпоты и крики               |
| 1979                                                                  | Лауреат                    | Bodil                             | Лучший европейский фильм                                          | Осенняя соната               |
| Camerimage                                                            |                            |                                   |                                                                   |                              |
| 1998                                                                  | Лауреат                    | Special Award                     | Лучший дуэт всех времён: Режиссёр - Оператор                      | Ингмар Бергман, Свен Нюквист |
| Каннский кинофестиваль                                                |                            |                                   |                                                                   |                              |
| 1956                                                                  | Лауреат                    | Award                             | Best Poetic Humor                                                 | Улыбки летней ночи           |
| 1956                                                                  | Номинант                   | Золотая пальмовая ветвь           | Золотая пальмовая ветвь                                           | Улыбки летней ночи           |
| 1957                                                                  | Лауреат                    | Специальный приз жюри             | Специальный приз жюри                                             | Седьмая печать               |
| 1957                                                                  | Номинант                   | Золотая пальмовая ветвь           | Золотая пальмовая ветвь                                           | Седьмая печать               |
| 1958                                                                  | Лауреат                    | Лучшая режиссура                  | Лучшая режиссура                                                  | Рядом с жизнью               |
| 1958                                                                  | Номинант                   | Золотая пальмовая ветвь           | Золотая пальмовая ветвь                                           | Рядом с жизнью               |
| 1960                                                                  | Лауреат                    | Special Mention                   | Special Mention                                                   | Девичий источник             |
| 1960                                                                  | Номинант                   | Золотая пальмовая ветвь           | Золотая пальмовая ветвь                                           | Девичий источник             |
| 1973                                                                  | Лауреат                    | Technical Grand Prize             | Technical Grand Prize                                             | Шёпоты и крики               |
| 1997                                                                  | Лауреат                    | Palm of the Palms                 | Palm of the Palms                                                 | Ингмар Бергман               |
| 1998                                                                  | Лауреат                    | Prize of the Ecumenical Jury      | Special award for his whole works                                 | Ингмар Бергман               |
| Премия ассоциации Círculo de Escritores Cinematográficos              |                            |                                   |                                                                   |                              |
| 1962                                                                  | Лауреат                    | CEC Award                         | Best Foreign Director (Mejor Director Extranjero)                 | Седьмая печать               |
| Сезар                                                                 |                            |                                   |                                                                   |                              |
| 1976                                                                  | Номинант                   | Сезар                             | Best Foreign Film (Meilleur film étranger)                        | Волшебная флейта             |
| 1979                                                                  | Номинант                   | Сезар                             | Best Foreign Film (Meilleur film étranger)                        | Осенняя соната               |
| 1984                                                                  | Лауреат                    | Сезар                             | Best Foreign Film (Meilleur film étranger)                        | Фанни и Александр            |
| 2005                                                                  | Номинант                   | Сезар                             | Best European Union Film (Meilleur film de l'Union Européenne)    | Сарабанда                    |
| Премия «Давид ди Донателло»                                           |                            |                                   |                                                                   |                              |
| 1974                                                                  | Лауреат                    | Давид                             | Best Director - Foreign Film (Migliore Regista Straniero)         | Шёпоты и крики               |
| 1984                                                                  | Лауреат                    | Давид                             | Best Director - Foreign Film (Migliore Regista Straniero)         | Фанни и Александр            |
| 1984                                                                  | Лауреат                    | Давид                             | Best Foreign Film (Miglior Film Straniero)                        | Фанни и Александр            |
| 1984                                                                  | Лауреат                    | Давид                             | Best Screenplay - Foreign Film (Migliore Sceneggiatura Straniero) | Фанни и Александр            |
| 1986                                                                  | Лауреат                    | Приз Лукино Висконти              | Приз Лукино Висконти                                              | Ингмар Бергман               |
| Премия Гильдии режиссёров Америки                                     |                            |                                   |                                                                   |                              |
| 1984                                                                  | Номинант                   | Премия Гильдии режиссёров Америки | Лучшие режиссёрские достижения в кинофильмах                      | Фанни и Александр            |
| 1990                                                                  | Lifetime Achievement Award | Lifetime Achievement Award        | Lifetime Achievement Award                                        | Ингмар Бергман               |
| Премия Европейской киноакадемии                                       |                            |                                   |                                                                   |                              |
| 1988                                                                  | Life Achievement Award     | Life Achievement Award            | Life Achievement Award                                            | Ингмар Бергман               |
| Премия Синдиката французских кинокритиков                             |                            |                                   |                                                                   |                              |
| 1984                                                                  | Лауреат                    | Critics Award                     | Best Foreign Film                                                 | Фанни и Александр            |
| Премия кинофестиваля Джиффони                                         |                            |                                   |                                                                   |                              |
| 1983                                                                  | Лауреат                    | Nocciola d'Oro                    | Nocciola d'Oro                                                    | Ингмар Бергман               |
| Золотой глобус                                                        |                            |                                   |                                                                   |                              |
| 1984                                                                  | Номинант                   | Золотой глобус                    | За лучшую режиссёрскую работу                                     | Фанни и Александр            |
| Золотой жук                                                           |                            |                                   |                                                                   |                              |
| 1964                                                                  | Лауреат                    | Золотой жук                       | Лучшая режиссура                                                  | Молчание                     |
| 1983                                                                  | Лауреат                    | Золотой жук                       | Лучшая режиссура                                                  | Фанни и Александр            |
| 1993                                                                  | Лауреат                    | Золотой жук                       | Лучший сценарий                                                   | Den Goda viljan              |
| Премия «Серебряная лента»                                             |                            |                                   |                                                                   |                              |
| 1960                                                                  | Лауреат                    | Silver Ribbon                     | Best Director - Foreign Film (Regista del Miglior Film Straniero) | Земляничная поляна           |
| 1961                                                                  | Лауреат                    | Silver Ribbon                     | Best Director - Foreign Film (Regista del Miglior Film Straniero) | Седьмая печать               |
| 1974                                                                  | Лауреат                    | Silver Ribbon                     | Best Director - Foreign Film (Regista del Miglior Film Straniero) | Шёпоты и крики               |
| 1979                                                                  | Лауреат                    | Silver Ribbon                     | Best Director - Foreign Film (Regista del Miglior Film Straniero) | Осенняя соната               |
| 1984                                                                  | Лауреат                    | Silver Ribbon                     | Best Director - Foreign Film (Regista del Miglior Film Straniero) | Фанни и Александр            |
| Премия Юсси                                                           |                            |                                   |                                                                   |                              |
| 1975                                                                  | Лауреат                    | Jussi                             | Best Foreign Director                                             | Шёпоты и крики               |
| Премия Ассоциации кинокритиков Канзас-Сити                            |                            |                                   |                                                                   |                              |
| 1974                                                                  | Лауреат                    | KCFCC Award                       | Лучшая режиссура                                                  | Шёпоты и крики               |
| Премия «Кинэма дзюмпо»                                                |                            |                                   |                                                                   |                              |
| 1962                                                                  | Лауреат                    | Kinema Junpo Award                | Best Foreign Language Film                                        | Девичий источник             |
| 1962                                                                  | Лауреат                    | Kinema Junpo Award                | Best Foreign Film Language Director                               | Девичий источник             |
| Кинофестиваль в Мар-дель-Плата                                        |                            |                                   |                                                                   |                              |
| 1959                                                                  | Лауреат                    | Лучший фильм                      | Лучший фильм                                                      | Земляничная поляна           |
| Национальный совет кинокритиков США                                   |                            |                                   |                                                                   |                              |
| 1959                                                                  | Лауреат                    | Special Citation                  | Special Citation                                                  | Ингмар Бергман               |
| 1973                                                                  | Лауреат                    | NBR Award                         | Лучшая режиссура                                                  | Шёпоты и крики               |
| 1978                                                                  | Лауреат                    | NBR Award                         | Лучшая режиссура                                                  | Осенняя соната               |
| Национальное общество кинокритиков США                                |                            |                                   |                                                                   |                              |
| 1968                                                                  | Лауреат                    | NSFC Award                        | Лучшая режиссура                                                  | Персона                      |
| 1969                                                                  | Лауреат                    | NSFC Award                        | Лучшая режиссура                                                  | Стыд                         |
| 1971                                                                  | Лауреат                    | NSFC Award                        | Лучшая режиссура                                                  | Страсть                      |
| 1973                                                                  | Лауреат                    | NSFC Award                        | Best Screenplay                                                   | Шёпоты и крики               |
| 1975                                                                  | Лауреат                    | NSFC Award                        | Best Screenplay                                                   | Сцены из супружеской жизни   |
| 1975                                                                  | Лауреат                    | Special Award                     | Special Award                                                     | Волшебная флейта             |
| Сообщество кинокритиков Нью-Йорка                                     |                            |                                   |                                                                   |                              |
| 1973                                                                  | Лауреат                    | NYFCC Award                       | Лучшая режиссура                                                  | Шёпоты и крики               |
| 1973                                                                  | Лауреат                    | NYFCC Award                       | Best Screenplay                                                   | Шёпоты и крики               |
| 1974                                                                  | Лауреат                    | NYFCC Award                       | Best Screenplay                                                   | Сцены из супружеской жизни   |
| 1983                                                                  | Лауреат                    | NYFCC Award                       | Лучшая режиссура                                                  | Фанни и Александр            |
| Премия Сант-Жорди Архивная копия от 29 апреля 2009 на Wayback Machine |                            |                                   |                                                                   |                              |
| 2006                                                                  | Лауреат                    | Special Award                     | Special Award                                                     | Сарабанда                    |
| Венецианский кинофестиваль                                            |                            |                                   |                                                                   |                              |
| 1948                                                                  | Номинант                   | Золотой лев                       | Золотой лев                                                       | Музыка в темноте             |
| 1958                                                                  | Лауреат                    | Italian Film Critics Award        | Parallel Sections                                                 | Земляничная поляна           |
| 1959                                                                  | Номинант                   | Золотой лев                       | Золотой лев                                                       | Лицо                         |
| 1959                                                                  | Лауреат                    | Special Jury Prize                | Special Jury Prize                                                | Лицо                         |
| 1971                                                                  | Лауреат                    | Career Golden Lion                | Career Golden Lion                                                | Ингмар Бергман               |
| 1983                                                                  | Лауреат                    | FIPRESCI Prize                    | FIPRESCI Prize                                                    | Фанни и Александр            |
| Год                                                                   | Результат                  | Награда                           | Номинация                                                         | Получатель                   |

### Сценарии, написанные для других режиссёров
- «Благие намерения» — фильм в 1992 году снял режиссёр Билле Аугуст
- «Воскресный ребёнок»[швед.] — фильм в 1992 году снял реж. Даниэль Бергман[швед.], один из сыновей Ингмара
- «Неверная»[швед.] — фильм в 2000 году сняла реж. Лив Ульман
- «Дело души» и «Любовь без любовников»[33] — не поставлены

## Театральные постановки

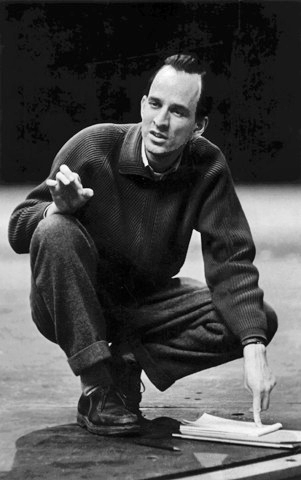
Ингмар Бергман на репетиции в театре Мальмё (1958 год).

После периода учёбы и театрального ученичества (1938—1943) Бергман занимал должность штатного режиссёра (а также и совмещённые должности руководителя, первого режиссёра, директора, художественного руководителя, художественного советника) последовательно и в основном в театрах городов Хельсинборга (1943—1946), Гётеборга (1946—1950), Мальмё (1952—1959), Стокгольма (1961—1976), Мюнхена (1977—1984), и вновь Стокгольма (1984—2007).
- Муниципальный театр Хельсинборга[швед.]. С 1944 по 1946 в этом театре он поставил 11 спектаклей:
  - 1944 — Уильям Шекспир. «Макбет» / Macbeth
  - 1944 — Ханс Кристиан Андерсен. «Огниво» / Elddonet
  - 1945 — Август Стриндберг. «Пеликан» / Pelikanen

- Муниципальный театр Гётеборга. С 1946 по 1950 в этом театре он поставил 10 спектаклей:
  - 1946 — Альбер Камю. «Калигула» / Caligula
  - 1947 — Ингмар Бергман. «День заканчивается рано» / Dagen slutar tidigt
  - 1947 — Гилберт Кит Честертон. «Магия» / Magic
  - 1949 — Теннесси Уильямс. «Трамвай „Желание“» / A Streetcar Named Desire

- Муниципальный театр Мальмё[швед.]. С 1946 по 1958 в этом театре он поставил 22 спектакля:
  - 1954 — Франц Легар. «Весёлая вдова» / Die lustige Witwe
  - 1955 — Мольер. «Дон Жуан, или Каменный пир» / Don Juan, ou Le festin de pierre
  - 1955 — Ингмар Бергман. «Роспись по дереву» / Trämålning
  - 1956 — Александр Островский. «Бесприданница»
  - 1956 — Теннесси Уильямс. «Кошка на раскалённой крыше» / Cat on a Hot Tin Roof
  - 1956 — Август Стриндберг. «Эрик XIV» / Erik XIV
  - 1957 — Мольер. «Мизантроп» / Le Misanthrope
  - 1957 — Генрик Ибсен. «Пер Гюнт» / Peer Gynt

- Королевский драматический театр (Драматен), Стокгольм. С 1951 по 2002 в этом театре он поставил 37 спектаклей:
  - 1961 — Антон Чехов. «Чайка»
  - 1963 — Эдвард Олби. «Кто боится Вирджинии Вульф?» / Who’s Afraid of Virginia Woolf?
  - 1964 — Генрик Ибсен. «Гедда Габлер» / Hedda Gabler
  - 1975 — Уильям Шекспир. «Двенадцатая ночь» / Twelfth Night
  - 1984 — Уильям Шекспир. «Король Лир» / King Lear
  - 1985 — Август Стриндберг. «Фрёкен Юлия» / Fröken Julie
  - 1986 — Уильям Шекспир. «Гамлет» / Hamlet
  - 1991 — Генрик Ибсен. «Пер Гюнт» / Peer Gynt
  - 1992 — Юкио Мисима. «Мадам де Сад» / Madame de Sade
  - 1995 — Мольер. «Мизантроп» / Le Misanthrope
  - 2000 — Фридрих Шиллер. «Мария Стюарт» / Maria Stuart
  - 2002 — Генрик Ибсен. «Призраки» / Gengångare

- Резиденцтеатр[нем.], Мюнхен. С 1977 по 1985 в этом театре он поставил 9 спектаклей:
  - 1977 — Август Стриндберг. «Игра снов» / Ett drömspell
  - 1978 — Антон Чехов. «Три сестры»
  - 1979 — Генрик Ибсен. «Гедда Габлер» / Hedda Gabler
  - 1983 — Мольер. «Дон Жуан» / Don Juan, ou Le festin de pierre

- Королевская опера, Стокгольм. Поставил 2 спектакля:
  - 1961 — Игорь Стравинский. «Похождение повесы», опера
  - 1991 — Даниель Бёрц. «Вакханки», опера (по Еврипиду)

### Другие театры и спектакли
Ингмар Бергман был приглашённым (временным, гостевым) режиссёром для постановки или переноса спектаклей в полутора десятках других театров в Стокгольме и Норрчёпинге (Швеция, 1938—2002), в Осло (Норвегия, 1967), Лондоне (Великобритания, 1970), Копенгагене (Дания, 1973), Зальцбурге (ФРГ, 1983), а также ставил спектакли для радио и телевидения (ТВ-театр Шведского телевидения, 1957—2003), поставил две оперы, оперетту, участвовал в создании балета.
Ингмар Бергман поставил сам или участвовал в создании примерно 170 театральных спектаклей.

## Литературные произведения

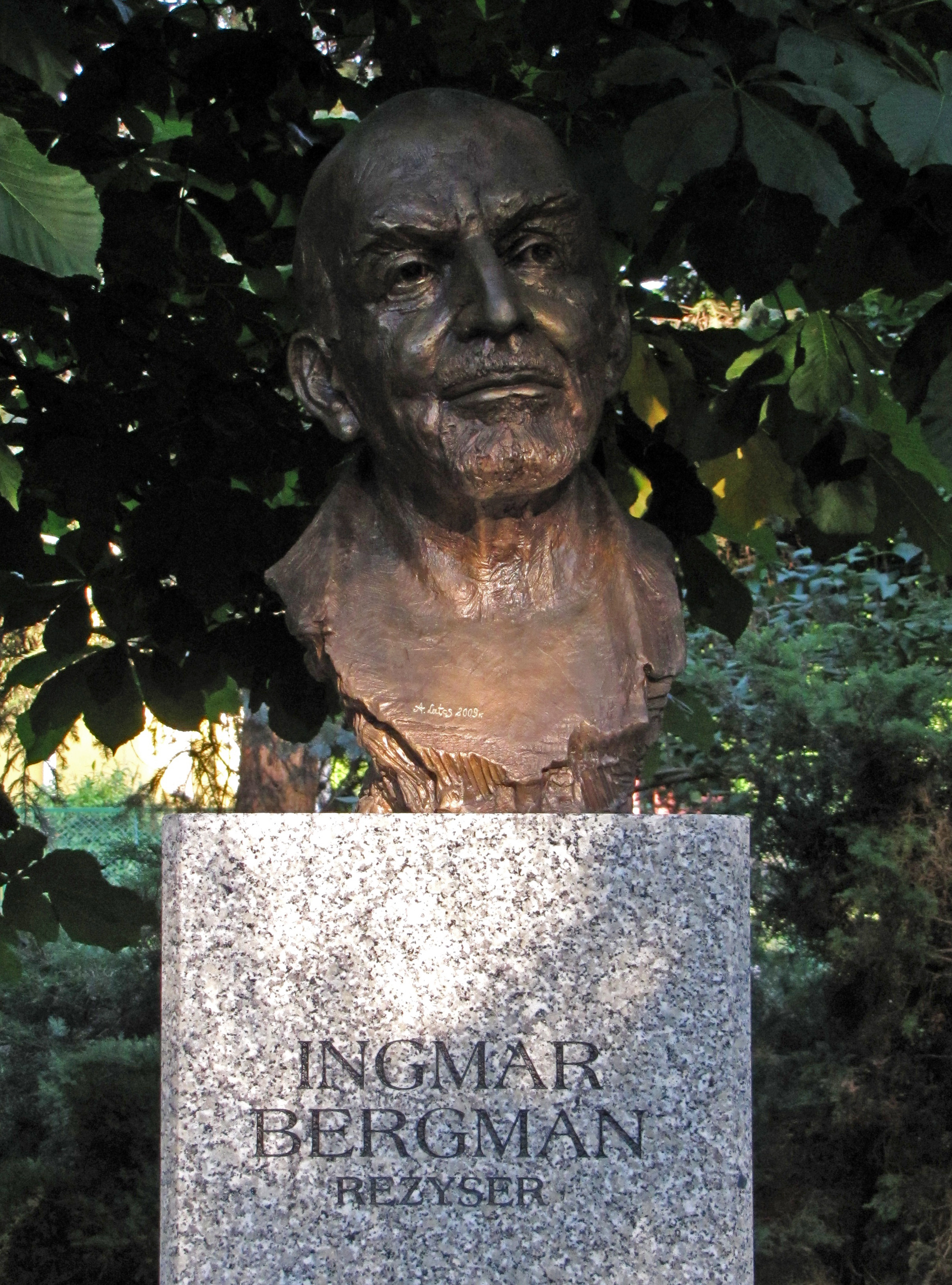
Бюст Ингмара Бергмана в польском городе Кельце

- И. Бергман. Статьи, рецензии, сценарии, интервью. Сборник. Городинская Н. (ред.) — М.: Искусство, 1969. 298 стр. + 48 илл. /Сценарии фильмов «Земляничная поляна» и «Причастие»/
- И. Бергман. «Сцены из супружеской жизни». Киноповесть. — М.: Прогресс, 1979. 288 стр.
- И. Бергман. Бергман о Бергмане: Ингмар Бергман в театре и кино / ред. Козловский Ю.А., сост. А. Парин, В. Гульченко. — М.: Радуга, 1985. — 525 с.
- И. Бергман. Осенняя соната. Киноповести / сост. Б. Ерхова, Н. Пальцева. — М.: Известия, 1988. — 256 с. — (Библиотека журнала «Иностранная литература»). — 50 000 экз.
- И. Бергман. Латерна магика / Перев. со швед. А. Афиногеновой. — М.: Искусство, 1989. — 288 с. — ISBN 5-210-00474-0.
- И. Бергман. Картины = Bilder / Перев. со швед. А. Афиногеновой. — М.: Музей кино, Alexandra, 1997. — 439 с. — ISBN 9985-827-27-9.
- И. Бергман. Исповедальные беседы («Латерна магика», романы «Дети воскресенья» и «Исповедальные беседы») = Enskilda samtal / Перев. со швед. А. Афиногеновой. — М.: РИК «Культура», 2000. — 432 с. — ISBN 5-8334-0073-2.
- Ингмар Бергман. Представления. Киноповести / Перев. со швед. А. А. Афиногеновой. — М. : ИНДРИК, 2005. — 224 с. — ISBN 5-85759-302-6.
- Ингмар Бергман. Жестокий мир кино (Латерна магика). Перев. со швед. А. А. Афиногеновой. — М.: «Вагриус», 2006. Серия: Мой 20 век. 464 с. — ISBN 5-9697-0233-1 (В том вошли две автобиографические книги: Латерна магика; Картины)
- И. Бергман. Пятый акт. Пьесы. — Москва: Verte, 2009. Серия: Зарубежная драматургия. 263 с. (Содерж.: Монолог; После репетиции; Последний крик; Шумит и притворяется) — ISBN 978-5-903631-07-0 // То же: СПб, «Сударыня». 1999. 158 с. — ISBN 5-88718-005-6//
- Ингмар Бергман, Мария фон Розен. Tre dagböcker. — Norstedts, 2004. — 288 с. — ISBN 978-9113013961.

Полная библиография И.Бергмана приведена на сайте Фонда Ингмара Бергмана и насчитывает около 140 публикаций.

## Документальная фильмография
- Ингмар Бергман снимает фильм / Ingmar Bergman gor en film / Ingmar Bergman Makes a Movie (Вильгот Шёман / Vilgot Sjöman) 1963, Швеция. Документальный. Продолжительности 5 серий: 00:39:26 + 00:29:43 + 00:30:01 + 00:25:00 + 00:22:59.
- Документ Форё 1969 / Fårödokument / Faro document (Ингмар Бергман / Ingmar Bergman) 1970, Швеция. Документальный. Продолжительность: 00:55:42.
- Документ Форё 1979 /Fårödokument / Farodokument 1979 (Ингмар Бергман / Ingmar Bergman) 1980, Швеция. Документальный. Продолжительность: 01:39:46.
- Лицо Карин / Karins ansikte / Karin’s Face (Ингмар Бергман / Ingmar Bergman) 1984, Швеция. Документальный, короткометражный. Продолжительность: 00:13:38.
- Фанни и Александр. Хроника создания фильма / Dokument Fanny och Alexander (Ингмар Бергман / Ingmar Bergman) 1986, Швеция. Документальный. Продолжительность: 01:49:51.
- Ингмар Бергман: О жизни и работе (ТВ) / Ingmar Bergman On Life And Work / Ingmar Bergman: Om liv och arbete (Йорн Доннер / Jörn Donner) 1998, Швеция. Документальный. Продолжительность: 01:30:40.
- О «Сарабанде» / Behind Saraband (Ингмар Бергман / Ingmar Bergman) 2003, Швеция. Документальный. Продолжительность: 00:45:00.
- Ингмар Бергман и Эрланд Юзефсон. Интервью шведского телевидения / Ingmar Bergman: reflection on life, death and love. 2004, Швеция. Документальный. Продолжительность: 00:53:00.
- Бергман и кино / Bergman and the Cinema (Мари Нирерёд / Marie Nyrerod) 2004, Швеция. Документальный. Продолжительность: 00:58:20.
- Бергман и театр / Bergman and the Theatre (Мари Нирерёд / Marie Nyrerod) 2004, Швеция. Документальный. Продолжительность: 00:57:00.
- Бергман и остров Форё / Bergman and Farö island (Мари Нирерёд / Marie Nyreröd) 2004, Швеция. Документальный. Продолжительность: 00:57:25.
- Остров Бергмана: Бергман и кино, Бергман и театр, Бергман и Форё / Bergman Island: Bergman och filmen, Bergman och teatern, Bergman och Fårö (Мари Нирерёд / Marie Nyreröd) 2004, Швеция, Документальный. Продолжительность: 01:23:27. /Сокращённое объединение предыдущих трёх фильмов/
- Бергман 101 / Bergman 101 (Питер Коуи / Peter Cowie) 2009, США. Документальный. Продолжительность: 00:35:23.
- Лив и Ингмар / Liv & Ingmar (Дхирадж Аколкар / Dheeraj Akolkar) 2012, Швеция, Великобритания, Норвегия. Документальный. Продолжительность: 01:29:00.
- Bergmans video. A documentary about Ingmar’s collection (Alejandro González Iñárritu, Tomas Alfredson) 2012, Швеция, Великобритания, Норвегия. Документальный. 6 серий по 45 мин.
- Вторжение к Бергману / Trespassing Bergman (Яне Магнуссон, Хюнек Паллас / Jane Magnusson, Hynek Pallas) 2013, Швеция. Документальный. Продолжительность: 01:47:00. /Компиляция 6 серий Bergmans video/
- Бергман / Bergman — ett år, ett liv (Яне Магнуссон / Jane Magnusson) 2018, Швеция. Документальный. Продолжительность: 01:57:00.
- Вспоминая Ингмара Бергмана / Minnet av Ingmar Bergman (Йорн Доннер / Jörn Donner) 2018, Финляндия. Документальный. Продолжительность: 00:57:00.
- В поисках Ингмара Бергмана / Auf der Suche nach Ingmar Bergman (Маргарете фон Тротта, Беттина Бёхлер, Феликс Мюллер / Margarethe von Trotta, Bettina Böhler, Felix Moeller) 2018, Германия, Франция . Документальный. Продолжительность: 01:39:00.

## Память
Осенью 2015 года в Швеции появились банкноты с изображением Ингмара Бергмана. На купюрах достоинством 200 крон изображены сам режиссёр и кадр из его фильма «Седьмая печать».

### Выставки
- 2012, «Ингмар Бергман. Image Maker»,[36] Мультимедиа Арт Музей, Москва
- 2012, «Ингмар Бергман: Человек, который задавал сложные вопросы»,[37] Мультимедиа Арт Музей, Москва
- 2013, «Лив Ульман и Ингмар Бергман», Центр фотографии имени братьев Люмьер, Москва

## Комментарии
1. ↑  В 2000 году Церковь Швеции утратила статус государственной религии, но до сих пор объединяет большинство верующих граждан Швеции.
2. ↑  В Церкви Швеции не практикуется целибат, все её священники принадлежат к «белому духовенству».
3. ↑  В 2011 году появилась статья, в которой на основании проведённой генетической экспертизы утверждалось, что Карин, скорее всего, не являлась биологической матерью Ингмара Бергмана[3][4], но позже результаты экспертизы были опровергнуты[5][6].
4. ↑  согласно другим источникам поездка состоялась в 1936 году[11][12]
5. ↑  В автобиографии «Латерна магика» Бергман вспоминает, что оставался сторонником политики Гитлера вплоть до окончания Второй мировой войны, когда до него «дошли свидетельства из концентрационных лагерей»[9].
6. ↑  В 1944 году Бергман получил небольшой опыт работы в качестве помощника режиссёра на съёмках «Травли».
7. ↑  Данный фильм часто упоминается под названием «Летняя игра».
8. ↑  Фильм не был забыт с годами: в 1973 году Стивен Соденхайм поставит на Бродвее популярный мюзикл «Маленькая серенада[англ.]» и вдохновит Вуди Аллена на создание «Комедии секса в летнюю ночь» в 1982-м.
9. ↑  В сюжете присутствует хронологическая неточность: последний крестовый поход завершился в 1272 году, за 70 с лишним лет до начала знаменитой пандемии чумы.
10. ↑  Приз за лучшую женскую роль получили сразу четыре актрисы фильма: Биби Андерсон, Эва Дальбек, Барбро Юрт аф Урнес и Ингрид Тулин.
11. ↑  Скорее всего, подразумевается фильм Куросавы «Расёмон» из-за очевидного сходства сцен выслеживания жертвы.
12. ↑  В дальнейшем Свен Нюквист снимет ещё 18 фильмов Бергмана.
13. ↑  Название является цитатой из 13-й главы первого послания к Коринфянам: Теперь мы видим как бы сквозь тусклое стекло, гадательно, тогда же лицем к лицу; теперь знаю я отчасти, а тогда познаю, подобно как я познан.
14. ↑  Известен также под названием «Как в зеркале».
15. ↑  Ингмар Бергман: Я называл камерными произведениями фильмы «Как в зеркале», «Причастие», «Молчание» и «Персона». Это — камерная музыка. Это — когда тщательно разрабатываешь несколько мотивов с весьма ограниченным количеством голосов и персонажей. Когда удаляешь фон, погружаешь его в дымку[8].
16. ↑  Картину можно рассматривать как пародию на «8½» Феллини[19] или своеобразную насмешку Бергмана над своими критиками, проявлявшими в 1960-е чрезмерное по его мнению внимание к личной жизни режиссёра[20].
17. ↑  В 1994 году Ингмар Бергман и Мария фон Розен издадут биографический сборник «Три дневника» (швед. Tre dagböcker), в котором Бергман рассказывает, что впервые встретил Ингрид фон Розен в 1957 году, и родившаяся в 1959 Мария является его дочерью[23].
18. ↑  Свен Нюквист получил «Оскар» за лучшую операторскую работу, несколько призов от Национального совета кинокритиков США и др.
19. ↑  Шестисерийная версия общей продолжительностью 282 минуты была предназначена для телевидения. В 1974 году Бергман подготовил сокращённую киноверсию.
20. ↑  Ингмар Бергман: Вдохновение, требовавшееся для осуществления замысла, подвело меня. В чередовании снов видна искусственность, действительность расползлась по швам. Есть несколько прочно сделанных сцен, и Лив Ульман боролась как львица. Фильм не развалился только благодаря её силе и таланту. Но даже она не смогла спасти кульминацию, первичный крик — плод увлечённого, но небрежного прочтения. Сквозь тонкую ткань скалилась художественная бесплодность[8].
21. ↑  Ежегодный показ фильма «Фанни и Александр» в канун Рождества стал традицией в Швеции[26].
22. ↑  Через двадцать лет Бергман всё же поставит свой последний кинофильм «Сарабанда».